# Комплекснозначная функция
Комплекснозначная функция в теории функций вещественной переменной — функция, принимающая комплексные значения: {\displaystyle f\colon \mathbb {R} \to \mathbb {C} }.
Такая функция может быть представлена в виде: 
{\displaystyle f(x)=u(x)+iv(x)},
где {\displaystyle u(x)} и {\displaystyle v(x)} — вещественные функции. В этом случае функция {\displaystyle u(x)} называется вещественной частью функции {\displaystyle f(x)}, а {\displaystyle v(x)} — её мнимой частью. В связи с таким разложением, на комплекснозначные функции естественным образом переносятся все понятия, вводимые для вещественнозначных функций, в частности, комплекснозначная функция считается непрерывной (дифференцируемой, аналитической, измеримой, гармонической), если её вещественная и мнимая части являются непрерывными (дифференцируемыми, аналитическими, измеримыми, гармоническими) функциями. Интеграл комплекснозначной функции {\displaystyle f(x)=u(x)+iv(x)} определяется следующим образом:
{\displaystyle \int \limits _{a}^{b}f(x)=\int \limits _{a}^{b}u(x)dx+i\int \limits _{a}^{b}v(x)dx}.
Однако не все свойства, выполненные для вещественной и мнимой части одновременно, могут быть распространены на комплекснозначные функции. В частности, для комплекснозначных функций в общем случае не действует теорема Ролля, например, производная комплекснозначной функции вещественного аргумента:
{\displaystyle \sigma (x)=e^{ix}}
на интервале {\displaystyle [0,2\pi ]} не обращается в нуль, хотя в конечных точках отрезка значения функции равны {\displaystyle (\sigma (0)=\sigma (2\pi )=1)}.